# 1957년 아프리카 네이션스컵

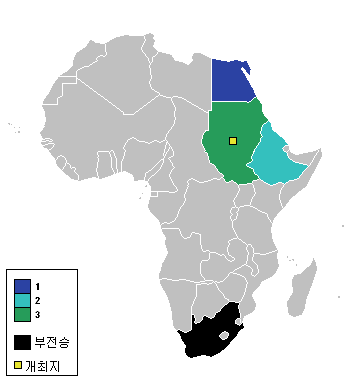
참가국

1957년 아프리카 네이션스컵은 CAF가 주최한 첫 번째 네이션스컵으로 수단에서 1957년 2월 10일부터 2월 16일에 개최되었다. 이집트는 4골을 넣은 알 디바의 활약에 힘입어 에티오피아를 4 – 0으로 누르고 아프리카 축구의 최강자가 됐다.

## 배경
이 대회는 수단에서 열렸으며, 총 3개 팀이 참가했다. 이집트, 수단, 그리고 에티오피아이다. 남아프리카 연방은 아파르트헤이트 문제로 참가 자격을 박탈당했다. 남아프리카 공화국이 참가하지 못하자 에티오피아는 자동으로 결승에 진출했지만, 이집트의 알 디바에게 4골을 내주는 졸전을 펼쳤고, 이집트가 2경기를 이김에 따라 초대 아프리카 네이션스컵의 우승 팀이 되었다.

## 경기 결과
|  | 준결승전          | 준결승전   |                   |        | 결승전 | 결승전 |
|  |                   |            |                   |        |        |        |
|  | 2월 10일 - 하르툼 |            |                   |        |        |        |
|  |                   |            |                   |        |        |        |
|  | 수단              | 1          |                   |        |        |        |
|  | 수단              | 1          | 2월 16일 - 하르툼 |        |        |        |
|  | 이집트            | 2          |                   |        |        |        |
|  | 이집트            | 2          | 이집트            | 4      |        |        |
|  | 2월 10일          |            | 이집트            | 4      |        |        |
|  |                   | 에티오피아 | 0                 |        |        |        |
|  | 에티오피아        | 에티오피아 | 0                 | 부전승 |        |        |
|  | 에티오피아        |            |                   | 부전승 |        |        |
|  | 남아프리카 연방   | 실격패     |                   |        |        |        |
|  | 남아프리카 연방   | 실격패     |                   |        |        |        |

- 남아프리카 연방은 아파르트헤이트 문제로 참가 자격을 박탈당했고, 이에 따라 에티오피아가 부전승으로 결승에 진출하였다.

### 준결승전
| 수단     | 1 – 2  | 이집트                                     |
| -------- | ------ | ------------------------------------------ |
| 만줄 58′ | 리포트 | 라파트 아테야 21′ (페널티킥) · 알 디바 72′ |

| 에티오피아 | 부전승 | 남아프리카 연방 |
| ---------- | ------ | --------------- |
|            | 리포트 |                 |

### 결승전
| 이집트                   | 4 – 0  | 에티오피아 |
| ------------------------ | ------ | ---------- |
| 알 디바 2′, 7′, 68′, 89′ | 리포트 |            |

## 우승 팀
| 1957년 아프리카 네이션스컵 우승 팀 |
| ---------------------------------- |
| 이집트 첫 번째 우승                |

## 득점자
5골
- 모하메드 디아브 엘 아타르

1골
- 라파트 아테야
- 만줄

## 팀 득점 기록
6골
- 이집트

1골
- 수단